# 미미월드
주식회사 미미월드는 경기도 안양시에 있는 종합완구회사이다. 미미, 똘똘이 등의 여아 완구 브랜드와 캐릭터를 이용한 완구들, 새로운 남아 완구 브랜드 월드카,게임 완구 등이 있다.

## 슬로건(미션)
좋은 장난감, 행복한 아이(i)

## 기업핵심가치
4C (Crew / Challenge / Customer/Creativity)

## 연혁
- 1973.07 디즈니 완구 (소매완구점) 창업
- 1977.07대일상사로 상호변경, 완구 도매업 시작
- 1979.12“마징가Z” 발매 히트 (총판), 한국 최초의 TV 캐릭터
- 1981.02완구 제조공장 설립
- 1981.04"패션인형 라라" 개발 히트("미미"로 이름 변경)
- 1986.11"미미의 집" 개발 히트
- 1993.09“똘똘이” 개발 히트 (기능이 있는 인형)
- 1994.07주식회사 “미미월드”로 법인 전환
- 1994.11500만불 수출탑 수상 (일본 세일러문 인형 수출)
- 1996.05“웨딩피치” 만화 캐릭터 발매 히트
- 2005.01디지털 완구 발매 히트 (엔젤폰)
- 2006.01조이업 교육완구 사업시작
- 2006.06물놀이 완구 사업시작
- 2007.01다양한 캐릭터완구 출시 (뽀로로, 태극천자문, 토마스 등)
- 2010.10미미 스케치북 발매 히트
- 2011.07기업부설연구소 (디자인 연구소 설립)
- 2012.07연구개발전담부서 (기술개발팀 설립)
- 2013.03기획재정부장관 “국세청 모범납세자상” 수상
- 2013.09남아완구 “월드카” 사업시작
- 2015.02한국완구협회 대한민국 토이어워드 “배틀 X건” 남아완구 우수상 수상
- 2016.02한국완구협회 대한민국 토이어워드 "웨딩미미침실가방” 서울산업진흥원장상 수상
- 2016.04고용노동부 청년친화강소기업 인증
- 2016.11제품안전의날 국가기술표준원장상 수상
- 2016.12플라워링하트 대한민국컨텐츠대상 문화체육부장관상 수상
- 2017.02한국완구협회 대한민국 토이어워드 "말많은 똘똘이" 한국완구 협회장상 수상
- 2018.02한국완구협회 대한민국 토이어워드 놀러와 미미!이층집 한국완구 협회장상 수상
- 2019.01한국완구협회 대한민국 토이어워드 "얌얌펫 얌얌펫 플러스"한국완구 협회장상 최우수상
- 2019.02우수 경영자상 수상 중소기업 중앙회
- 2019.07쫑알쫑알 똘똘이 애니메이션 런칭 재능TV 첫 방영 시작 !
- 2020.01고용노동부 청년친화 강소기업 고용안정 우수기업 선정
- 2020.02한국완구협회 대한민국 토이어워드 "어디가? 리틀미미 여행가자! 가방호텔" 한국완구 협회장상 최우수상 수상
- 2021.02산업통상자원부장관 우수경영자 표창 수상

## 완구 브랜드
- 미미 : 미미(美美)는 "아름다워라, 아름다워라"란 의미로 1982년 탄생한 대한민국 최초의 패션 인형 공주가 되고 싶은 여아를 위한 프린세스 미미, 친구 같은 모습의 열일곱 미미, 귀엽고 깜찍한 리틀미미. 다양한 모습으로 우리나라 여자아이의 꿈과 희망을 함께한 미미는 내가 닮고 싶고 언제나 함께 하고 싶은 친구

- 똘똘이 : 미미월드 대표 역할놀이 완구 똘똘이 , 2019년 3D 애니메이션으로 새롭게 탄생 똘똘이는 미미월드 50여년 노하우를 담은 ‘아이주도 시스템(Kid-led)’에 기반하여 설계된 완구 따라하기를 좋아하는 역할놀이 완구. 똘똘이의 엄마 또는 친구가 되어 재미있게 놀다 보면 어느새 아이의 마음이 한 뼘 훌쩍 자라 따뜻한 감성과 배려심을 가지게 된다

- 미미펫샵 : '미미월드'의 동물완구 진짜 동물처럼 돌봐주고 싶은 아기동물 완구 시리즈! 귀여운 동물들의 특징을 재미있는 놀이로 풀어내어 어린이들에게 따뜻한 감성을 전달하는 인터렉티브 펫 완구

- 미미프렌즈 : 초등학생들을 위한 DIY 완구‘친구와 함께하면 더! 즐거운 미미프렌즈!’ D.I.Y 제품으로 큰 사랑을 받았던 엔젤이의 이름이 바뀌었다. 미미프렌즈는 문구에 완구를 접목시킨 트렌디한 팬시 스타일의 상품

- 월드카 : 세상의 모든 자동자를 모아 자동차 마스터가 된다는 컨셉을 가지고 있는 자동차 완구 브랜드 파워키로 발사하면 자동차 놀이가 시작된다! 파워키를 발사하여 장애물을 통과하고 출동하라! 다양한 역할을 강조한 한국형 자동차 완구로 자동차 역할놀이를 재미있게 즐길 수 있는 브랜드

- 미미월드 게임 : 전략적인 플레이로 승부를 겨루는 게임형완구 컨셉형 / 패밀리 /어휘 발달형 보드게임 완구

- 캐릭터 완구 : 신나는 노래를 통해 한글, 영어 공부까지 할 수 있는 핑크퐁 시리즈. 엄마와 함께 만들기 놀이, 봉제 인형, 역할놀이까지 할 수 있는 뽀로로 시리즈. 손으로 작동하며 소근육을 발달시키는 타요 시리즈! 친근한 캐릭터로 아이들을 즐겁게 하는 완구

## 미미월드 제작 애니메이션
- 쫑알쫑알 똘똘이 1,2,3,4,5
- 똘똘이의 그림일기 동요 KBS 1TV, KBS 2TV
- 몬스터 탑 (KBS 2TV) 장난감 판매
- 시간탐험대 다이노맨
- 리틀미미와 친구들 1,2
- 얌얌펫 2D 애니 13편

## 미미월드 협력제작 애니메이션
- 신비와 미미의 두근두근 첫 만남! - CJ ENM, 스튜디오 바주카, 엠아트플러스와 협력제작
- 신비와 미미의 두번째 이야기: 크리스마스 끝내줘! - CJ ENM, 스튜디오 바주카, 엠아트플러스와 협력제작

## 본사 및 물류창고
- 본사 : 경기 안양시 동안구 벌말로102번길 30
- 물류창고 : 경기 화성시 팔탄면 신양1길 29-4

## 출시품
- 2017 캐릭터 라이선싱 페어에서 미미인형 전시